# نیکولو پاچینوتی
نیکولو پاچینوتی (ایتالیایی: Niccolò Pacinotti؛ زادهٔ ۵ فوریهٔ ۱۹۹۵ ‏(۳۰ سال)) دوچرخه‌سوار اهل ایتالیا است.

## باشگاهی
از باشگاه‌هایی که در آن رکاب زده‌است می‌توان به باردیانی–سی‌اس‌اف اشاره کرد.